# Nazionale maschile di pallavolo del Venezuela
La nazionale di pallavolo maschile del Venezuela è una squadra sudamericana composta dai migliori giocatori di pallavolo del Venezuela ed è posta sotto l'egida della Federazione pallavolistica del Venezuela.

## Rosa
Segue la rosa dei giocatori convocati per i Giochi della XXXII Olimpiade.
| N° | Nome              | Ruolo | Data di nascita   | Squadra           |
| -- | ----------------- | ----- | ----------------- | ----------------- |
| 1  | Armando Velásquez | P     | 18 settembre 1988 | Fonte do Bastardo |
| 3  | Fernando González | S     | 30 giugno 1989    | -                 |
| 4  | Héctor Mata       | L     | 27 gennaio 1993   | Steaua Bucarest   |
| 5  | Emerson Rodríguez | O     | 2 febbraio 1993   | Cizre             |
| 6  | Robert Oramas     | C     | 9 giugno 1984     | -                 |
| 7  | Edson Valencia    | C     | 2 dicembre 1987   | Viana             |
| 9  | José Carrasco     | P     | 20 maggio 1989    | Baniyas           |
| 11 | José Verdi        | C     | 6 febbraio 1990   | -                 |
| 14 | Eliécer Canelo    | S     | 30 luglio 1998    | -                 |
| 15 | Luís Arias        | O     | 17 gennaio 1989   | -                 |
| 17 | Ronald Fayola     | S     | 20 giugno 1995    | Al-Wasl           |
| 19 | Willner Rivas     | S     | 2 aprile 1995     | Police            |

## Risultati

### Competizioni FIVB
| 1964 | non qualificata | -            |
| 1968 | non qualificata | -            |
| 1972 | non qualificata | -            |
| 1976 | non qualificata | -            |
| 1980 | non qualificata | -            |
| 1984 | non qualificata | -            |
| 1988 | non qualificata | -            |
| 1992 | non qualificata | -            |
| 1996 | non qualificata | -            |
| 2000 | non qualificata | -            |
| 2004 | non qualificata | -            |
| 2008 | 9º posto        | Convocazioni |
| 2012 | non qualificata | -            |
| 2016 | non qualificata | -            |
| 2020 | 12º posto       | Convocazioni |
| 2024 | non qualificata | -            |

| 1949 | non qualificata | -            |
| 1952 | non qualificata | -            |
| 1956 | non qualificata | -            |
| 1960 | 10º posto       | Convocazioni |
| 1962 | non qualificata | -            |
| 1966 | non qualificata | -            |
| 1970 | 23º posto       | Convocazioni |
| 1974 | 21º posto       | Convocazioni |
| 1978 | 21º posto       | Convocazioni |
| 1982 | 19º posto       | Convocazioni |
| 1986 | 16º posto       | Convocazioni |
| 1990 | 16º posto       | Convocazioni |
| 1994 | non qualificata | -            |
| 1998 | non qualificata | -            |
| 2002 | 17º posto       | Convocazioni |
| 2006 | 17º posto       | Convocazioni |
| 2010 | 19º posto       | Convocazioni |
| 2014 | 17º posto       | Convocazioni |
| 2018 | non qualificata | -            |
| 2022 | non qualificata | -            |

| 1965 | non qualificata | -            |
| 1969 | non qualificata | -            |
| 1977 | non qualificata | -            |
| 1981 | non qualificata | -            |
| 1985 | non qualificata | -            |
| 1989 | non qualificata | -            |
| 1991 | non qualificata | -            |
| 1995 | non qualificata | -            |
| 1999 | non qualificata | -            |
| 2003 | 8º posto        | Convocazioni |
| 2007 | non qualificata | -            |
| 2011 | non qualificata | -            |
| 2015 | 11º posto       | Convocazioni |
| 2019 | non qualificata | -            |
| 2023 | non qualificata | -            |

### Competizioni CSV
| 1951 | non qualificata | -            |
| 1956 | non qualificata | -            |
| 1958 | non qualificata | -            |
| 1961 | non qualificata | -            |
| 1962 | 3º posto        | Convocazioni |
| 1964 | 2º posto        | Convocazioni |
| 1967 | 2º posto        | Convocazioni |
| 1969 | 2º posto        | Convocazioni |
| 1971 | non qualificata | -            |
| 1973 | 3º posto        | Convocazioni |
| 1975 | 2º posto        | Convocazioni |
| 1977 | 2º posto        | Convocazioni |
| 1979 | 2º posto        | Convocazioni |
| 1981 | 4º posto        | Convocazioni |
| 1983 | 4º posto        | Convocazioni |
| 1985 | 2º posto        | Convocazioni |
| 1987 | 3º posto        | Convocazioni |
| 1989 | 3º posto        | Convocazioni |
| 1991 | 3º posto        | Convocazioni |
| 1993 | 4º posto        | Convocazioni |
| 1995 | 3º posto        | Convocazioni |
| 1997 | 2º posto        | Convocazioni |
| 1999 | 3º posto        | Convocazioni |
| 2001 | 3º posto        | Convocazioni |
| 2003 | 2º posto        | Convocazioni |
| 2005 | 3º posto        | Convocazioni |
| 2007 | 3º posto        | Convocazioni |
| 2009 | 3º posto        | Convocazioni |
| 2011 | 3º posto        | Convocazioni |
| 2013 | non qualificata | -            |
| 2015 | 4º posto        | Convocazioni |
| 2017 | 2º posto        | Convocazioni |
| 2019 | 4º posto        | Convocazioni |
| 2021 | non qualificata | -            |
| 2023 | non qualificata | -            |

### Competizioni zonali
| 1955 | 6º posto        | Convocazioni |
| 1959 | 5º posto        | Convocazioni |
| 1963 | 5º posto        | Convocazioni |
| 1967 | 5º posto        | Convocazioni |
| 1971 | 4º posto        | Convocazioni |
| 1975 | 5º posto        | Convocazioni |
| 1979 | 8º posto        | Convocazioni |
| 1983 | 6º posto        | Convocazioni |
| 1987 | non qualificata | -            |
| 1991 | non qualificata | -            |
| 1995 | 4º posto        | Convocazioni |
| 1999 | 5º posto        | Convocazioni |
| 2003 | 1º posto        | Convocazioni |
| 2007 | 4º posto        | Convocazioni |
| 2011 | 8º posto        | Convocazioni |
| 2015 | non qualificata | -            |
| 2019 | non qualificata | -            |
| 2023 | non qualificata | -            |

| 2006 | non qualificata | -            |
| 2007 | non qualificata | -            |
| 2008 | non qualificata | -            |
| 2009 | non qualificata | -            |
| 2010 | 9º posto        | Convocazioni |
| 2011 | 6º posto        | Convocazioni |
| 2012 | 7º posto        | Convocazioni |
| 2013 | non qualificata | -            |
| 2014 | 5º posto        | Convocazioni |
| 2015 | 3º posto        | Convocazioni |
| 2016 | non qualificata | -            |
| 2017 | 7º posto        | Convocazioni |
| 2018 | non qualificata | -            |
| 2019 | non qualificata | -            |
| 2022 | non qualificata | -            |
| 2023 | non qualificata | -            |
| 2024 | non qualificata | -            |

| 1978 | non qualificata | -            |
| 1982 | non qualificata | -            |
| 2010 | 2º posto        | Convocazioni |
| 2014 | non qualificata | -            |
| 2018 | 3º posto        | Convocazioni |
| 2022 | non qualificata | -            |

### Competizioni estinte
| 1990 | non qualificata | -            |
| 1991 | non qualificata | -            |
| 1992 | non qualificata | -            |
| 1993 | non qualificata | -            |
| 1994 | non qualificata | -            |
| 1995 | non qualificata | -            |
| 1996 | non qualificata | -            |
| 1997 | non qualificata | -            |
| 1998 | non qualificata | -            |
| 1999 | non qualificata | -            |
| 2000 | non qualificata | -            |
| 2001 | 13º posto       | Convocazioni |
| 2002 | 13º posto       | Convocazioni |
| 2003 | 13º posto       | Convocazioni |
| 2004 | non qualificata | -            |
| 2005 | 7º posto        | Convocazioni |
| 2006 | non qualificata | -            |
| 2007 | non qualificata | -            |
| 2008 | 13º posto       | Convocazioni |
| 2009 | 16º posto       | Convocazioni |
| 2010 | non qualificata | -            |
| 2011 | non qualificata | -            |
| 2012 | non qualificata | -            |
| 2013 | non qualificata | -            |
| 2014 | non qualificata | -            |
| 2015 | 30º posto       | Convocazioni |
| 2016 | 30º posto       | Convocazioni |
| 2017 | 34º posto       | Convocazioni |

| 1998 | 5º posto        | Convocazioni |
| 1999 | 6º posto        | Convocazioni |
| 2000 | 6º posto        | Convocazioni |
| 2001 | 5º posto        | Convocazioni |
| 2005 | 6º posto        | Convocazioni |
| 2007 | non qualificata | -            |
| 2008 | 3º posto        | Convocazioni |